# Taškentský mechanický závod
Taškentský mechanický závod (TMZ), dříve Taškentská letecká výrobní asociace V. P. Čkalova (TAPO nebo TAPOiČ) je přední high-tech společnost a letecký výrobce v Uzbekistánu, která původně vznikla přesunem z Ruska do týlové části Sovětského svazu - Uzbekistánu v roce 1941 během druhé světové války. 
Podnik vyhlásil v září 2010 konkurz a plánoval v roce 2012 ukončit veškerou výrobu letadel s tím, že postup externího řízení byl ukončen v listopadu 2013 po vyrovnání se svými věřiteli v říjnu.
Závod však kvůli ruskému zájmu uvažoval o obnovení výroby a zaměření na výrobu osobních a nákladních letadel Iljušin Il-114 a také zachování hlavní specializace: montáže a opravy letadel. Tyto plány však byly v rozporu s přáním uzbecké vlády uzavřít aktivity související s letadly a zaměřit se na současnou výrobu konstrukčních jednotek, výrobků pro domácnost, náhradních dílů pro automobily a zemědělské vybavení.
Závod byl dne 1. ledna 2014 přejmenován na „Taškentský mechanický závod“ a provoz jako právnické osoby byl obnoven dne 24. ledna 2014. Poté společnost v roce 2015 ukončila výrobu letadel, ale ponechala si výrobu dílů pro letadla, výrobu komponentů a služby oprav a údržby pro letectví.
Na základě prezidentského dekretu tehdejšího uzbeckého prezidenta Islama Karimova ze dne 30. dubna 2015 převzaly  dne 1. května 2015 kontrolu nad Taškentskou mechanickou továrnou uzbecké železnice.
V minulosti se zde vyráběly typy Il-14, An-8, An-12, An-22, Il-76 a Il-114.